# Kate Lindsey
 (septembre 2019).
Pour les articles homonymes, voir Lindsey.
Kate Lindsey, née à Richmond en Virginie, est une mezzo-soprano américaine.

## Rôles
Ayant participé au programme de jeunes artistes de l'Opéra National de Saint-Louis (Missouri), elle chanta Stéphano dans Roméo et Juliette de Gounod, Rosina dans Le Barbier de Séville de Rossini et Mercédès dans Carmen de Bizet. Elle élargit son répertoire grâce au programme Lindemann du Metropolitan Opera de New York, avec Javotte dans Manon de Massenet, ainsi que Tebaldo dans Don Carlos de Verdi et Siebel dans Faust de Gounod ; devenue membre de cet opéra à partir de 2007, elle interpréta, notamment, Cherubino dans Les Noces de Figaro de Mozart, et Wellgunde dans L'Or du Rhin et Le Crépuscule des Dieux de Wagner.
En 2008, elle interpréta à nouveau Cherubino à l'Opéra National de Lille, sous la direction d'Emmanuelle Haïm, puis Ascanius dans Les Troyens de Berlioz avec l'Orchestre symphonique de Boston au Festival de musique de Tanglewood et sous la baguette de James Levine.
En 2009, elle chanta Zerlina dans Don Giovanni de Mozart à l'Opéra de Santa Fé (Nouveau-Mexique), puis apparut au Metropolitan Opera sous les traits de Nicklausse/la Muse dans Les Contes d'Hoffmann d'Offenbach.
En 2010, elle fit ses débuts à l'opéra de Seattle avec le rôle-titre dans Amelia de Daron Hagen, chanta à nouveau Nicklausse au Met, puis encore Nicklausse et le rôle de Nancy dans Albert Herring à l'Opéra de Santa Fe.
Elle se produisit également à l'Opéra de Boston et donna de nombreux concerts.
En 2011, elle apparut dans Jeder Mensch, fit ses débuts dans le rôle d'Idamante dans Idomeneo de Mozart au Théâtre des Champs-Élysées, chanta le Requiem de Mozart avec le Los Angeles Philharmonic au Hollywood Bowl et reprit le rôle de Zerlina dans Don Giovanni de Mozart au San Francisco Opera, où elle fit ses débuts.